# 胡安·卡洛斯·查韦斯
胡安·卡洛斯·查韦斯（西班牙語：Juan Carlos Chávez，1967年1月18日—），墨西哥男子足球运动员，司职中场。他曾代表墨西哥国家队参加1994年国际足联世界杯，结果队伍止步十六强赛。